# Calendar Girl (album)
 (avril 2018).
Pour les articles homonymes, voir Calendar Girl (homonymie).
Albums de petit milady
Petit Miladear
(7 mai 2014) Petit Miretta
(20 sept. 2017)
Singles
1. Hakone Hakoiri Musume
Sortie : 21 octobre 2015
2. Seishun wa Tabemono desu
Sortie : 4 mai 2016

Calandar Girl  (stylisé CALANDAR GIRL), est le 3e album studio du groupe japonais Petit Milady sorti en 2016.

## Détails de l'album
L'album sort le 27 juillet 2016 en plusieurs éditions : une régulière et 2 limitées notées A et B. Il atteint la 14e place du classement hebdomadaire des ventes de l'Oricon et s'y maintient pendant trois semaines.
Le CD contient douze titres dont les deux récents singles Hakone Hakoiri Musume (2015) et Seishun wa Tabemono desu (2016).
Les éditions limitées sont accompagnées soit d'un DVD, soit d'un Blu-ray comportant des clips ou des vidéos bonus selon la version.
La musique vidéo de la chanson inédite Himawari no Sakamichi est mise en ligne sur YouTube en juillet 2016 afin de promouvoir la sortie de l'album.

## Listes des titres
| 1.  | Seishun wa Tabemono desu (青春は食べ物です)            | 6e single              |  |
| 2.  | Daisuki. Arigatou. (大好き。ありがとう。)              |                        |  |
| 3.  | rainy! rainy! rainy!                                   |                        |  |
| 4.  | Kareshi Imasen (#彼氏いません)                         |                        |  |
| 5.  | Himawari no Sakamichi (向日葵の坂道)                   | chanson promotionnelle |  |
| 6.  | Hakone Hakoiri Musume (ハコネハコイリムスメ)           | 5e single              |  |
| 7.  | Heroine Albiter (はろうぃんあるばいたー)               |                        |  |
| 8.  | SNOW // SLASH                                          |                        |  |
| 9.  | Hijiri Silvestre no Table (聖シルヴェストルのテーブル) |                        |  |
| 10. | Kujira no Senaka (クジラの背中)                        |                        |  |
| 11. | Chocolate Boogie Woogie (チョコレイト・ブギウギ)       |                        |  |
| 12. | Sakura no Door wo (桜のドアを)                         |                        |  |

| 1. | Himawari no Sakamichi (Music Video) |  |
| 2. | Bonus                               |  |

| 1. | Hakone Hakoiri Musume (Music Video)    |  |
| 2. | Seishun wa Tabemono Desu (Music Video) |  |
| 3. | Himawari no Sakamichi (Music Video)    |  |